# Loison-sur-Créquoise
Loison-sur-Créquoise är en kommun i departementet Pas-de-Calais i regionen Hauts-de-France i norra Frankrike. Kommunen ligger i kantonen Campagne-lès-Hesdin som tillhör arrondissementet Montreuil. År 2022 hade Loison-sur-Créquoise 261 invånare.

## Befolkningsutveckling
Antalet invånare i kommunen Loison-sur-Créquoise
| Referens: INSEE |